# Disterigma rimbachii
Disterigma rimbachii là một loài thực vật có hoa trong họ Thạch nam. Loài này được (A.C.Sm.) Luteyn mô tả khoa học đầu tiên năm 1996.